# Jávor Pál (színművész)

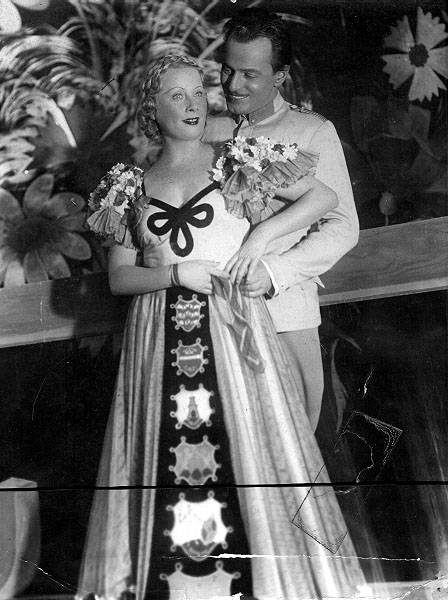
Jávor Pál és Honthy Hanna

Jávor Pál (születési nevén Spannenberger, később Jermann; Arad, 1902. január 31. – Budapest, 1959. augusztus 14.) minden idők egyik legismertebb és legkedveltebb magyar színésze, az első magyar férfi filmsztár. Népszerűségét kezdetben jó megjelenésének, tucatfilmekben eljátszott erős karakterű figuráinak köszönhette. Később ismerték fel drámai tehetségét, mély jellemábrázoló képességét, de ezért meg kellett küzdenie.

## Élete
Jermann Pál 53 éves városi pénztáros (nyugalmazott vasúti főkalauz) és Spannenberger Katalin 17 éves cselédlány szerelemgyerekeként született Aradon, a rácvárosi Kis Molnár utca 11. szám alatti házban. Szülei csak három évvel később házasodtak össze, ezért az anyakönyvbe még Spannenberger Pál Gusztáv néven jegyezték be, és csak a házasság után kapta apja nevét.
A háromgyerekessé növő család nehezen élt meg, az apa már kiskorukban elhunyt. Sokszor költözködtek lakbérgondok miatt, mígnem édesanyjuk a Kossuth (korábbi nevén Pesti, ma Holló, románul Mărășești) utcában fűszer- és gyümölcsboltot nyitott. Édesanyja az Állami Főreálba íratta fiát, aki azonban az iskola helyett szívesebben járt az Uránia és az Apolló mozikba.
Az I. világháború alatt kiszökött a frontra, és leveleket kézbesített a katonáknak. Édesanyja kerestette, hónapok múlva a tábori csendőrök szállították haza.
1918-ban az Aradi Hírlap újságíró gyakornoka volt, de kiutasíttatta magát az újdonsült Romániából, mert Dániában akart letelepedni. Vasúti jegyét azonban Budapesten érvénytelenítették, így ottragadt, majd beiratkozott a Színművészeti Akadémiára. Oklevelet már az Országos Színészegyesület színiiskolájában szerzett, 1922-ben.
Először a Várszínházban, majd 1922–24 között a Renaissance Színházban játszott. 1924-től 1926-ig Székesfehérváron, Faragó Sándor társulatában, 1927–28-ban Szegeden szerepelt. Ekkor a Magyar Színházhoz szerződött. 1929-ben fellépett a Belvárosi Színházban és a Fővárosi Operettszínházban is.
1934. július 24-én házasságot kötött a 31 éves Landesmann Olgával, egy zsidó iparmágnás lányával, aki özvegyasszonyként egyedül nevelte két gyermekét.
1930 és 1935 között a Vígszínház, majd 1944-ig a Nemzeti Színház tagja volt. Közben fellépett az Erzsébetvárosi Színházban (1938, 1943) és a Vígszínházban is (1944).
1944 márciusában a nyíltan antifasiszta, filoszemita Jávor – akit a 30-as évek vége óta zsidóbérencnek neveztek és rá akartak venni, hogy váljon el zsidó feleségétől – a német megszállás után egzisztenciális veszélybe került: kitiltották a színházakból és a filmgyárból, kamarai tagságát felfüggesztették. Amikor értesült róla, hogy neve szerepel a Gestapo listáján, előbb Balatonfüreden, majd a Velencei-tónál, Dékány András íróbarátja nyaralójában keresett menedéket, ám a nyilas hatalomátvétel napján letartóztatták és valamivel később Sopronkőhidára hurcolták, ahol több hónapig raboskodott. Felesége eközben Pesten bujkált; amint megtudta, hogy férjét Sopronkőhidáról a bajorországi Pfarrkirchenbe indították egy transzporttal, nagy nehézségek árán utánament, hogy felkutassa. Rá is talált, és már együtt jöttek vissza Budapestre 1945 nyarán.
Hazatérése után Jávor a Magyar Színházban, majd 1946-ban a Művész Színházban kapott egy-egy szerepet.

#### Külföldi kitérők
1946-ban Sárossy Szüle Mihály társulatával az Egyesült Államokban turnézott. 1950–51-ben kisebb filmszerepekre szerződtették Hollywoodban, amellett számos alkalommal lépett fel amerikai magyarok előtt, rögtönzött, szegényesen díszletezett színpadokon, eleinte nagy sikerrel. Nevét az amerikai lapok is felkapták, fotóit gyakran közölték, mint „a magyar Clark Gable”. Később azonban, 1955 körül az új bevándorlók már gyanakvással figyelték a „balos” színészt és elfordultak tőle. Az itthon ünnepelt sztár egyre idegenebbül érezte magát a tengerentúlon: fellépéseit, haknizásait összességében kudarcként könyvelte el, egészsége megromlott, honvágyát sem tudta leküzdeni, a végén az emigráns magyarok már sehova nem hívták. Kénytelen volt hotelportásként elhelyezkedni, de ebből nem tudtak megélni. Helyzetét nehezítette erős akcentusa, amely szinte érthetetlenné tette amúgy is szegényes angol szókincsét. Feleségével egyre rosszabb anyagi helyzetbe kerültek.
1956-ban Izraelben vendégszerepelt, ahol fellépéseivel óriási sikereket aratott. Az Amerikában eltöltött hosszú és nehéz esztendők után itt gondtalan életük lehetett volna, de súlyosbodó gyomorbetegsége miatt ezt a jólétet már nem tudta maradéktalanul élvezni és a honvágy is állandóan gyötörte.

#### Újra Magyarországon

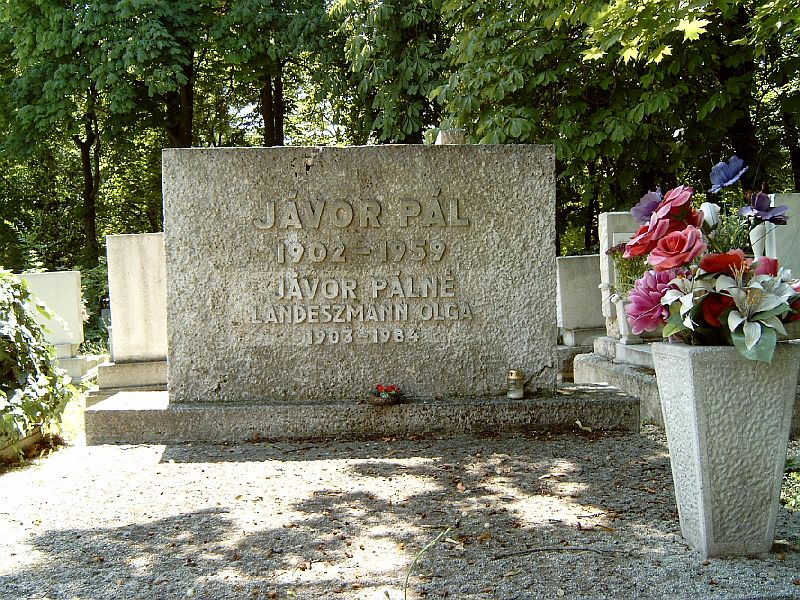
Sírja Budapesten (Farkasréti temető: 40-1-94/95.)

Miként Páger Antalt, Jávort is visszacsábította Magyarországra 1957-ben az első Kádár-kormány: a pártfőtitkár állítólag személyesen hívta őt haza. A pályaudvaron sokakkal együtt legjobb barátai: Bárdy György, Pethes Sándor, Uray Tivadar és Várkonyi Zoltán várták. A szakma és a közönség kitörő lelkesedéssel fogadta újra itthon. A színházak elhalmozták szerepekkel. Először a Petőfi Színházban, majd a Jókaiban játszott. 1959-ben ismét a Nemzeti Színházhoz szerződhetett, ahová a háború után Major Tamás nem fogadta be, így most ez nagy elégtételt jelentett számára, súlyosbodó betegsége miatt azonban itt már nem kapott szerepet. Eközben a külföldi emigráns jobboldali magyar sajtó dühödt támadásokat intézett ellene: „Kétségtelen hogy Jávornak a jelenlegi hóhérrezsimnél érdemei vannak, hiszen köztudomású, hogy már jóval a rémuralom előtt minden elképzelhető módon támogatta azt a baloldalt, amely (...) az anyagiak birtokában a kiválóbb magyar művészek mellőzésével őt favorizálta, aránytalanul sok filmszerephez segítette” – írta az egyik szélsőjobboldali orgánum.
Jávor gyomorpanaszai Amerikában kezdődtek, de csak itthon derült ki, hogy gyomorrákja van. Hiába műtötték meg kétszer, egyre gyengébb lett. Várkonyi Sóbálvány című filmjében (1958) a próbafelvételek után annyira elerőtlenedett, hogy Mohai doktor szerepét kénytelen volt átadni a már korábban hazatért Págernek. Betegségével a János Kórházban kezelték, a legjobb orvosok bevonásával, akik igyekeztek mindent megtenni a megmentéséért – eredménytelenül. Állapota rohamosan rosszabbodott.
1959 augusztusában a János Kórház kertjének egy félreeső zugában, egy hófehér klinikai asztal mellett Jávor Pálnak utoljára húzták legkedvesebb nótáit a budapesti muzsikus cigányok. Az egykori filmsztár utolsó kívánsága volt, hogy halála előtt még egyszer mulathasson úgy, ahogyan azt éveken át tette a székesfőváros ezüst tükrös kávéházaiban, majd néhány esztendővel később az Egyesült Államok magyarlakta vidékein.
A gyilkos kór 1959. augusztus 14-én, 57 évesen végzett vele.
A Farkasréti temetőben többtízezres, egyes források szerint nyolcvanezres gyászoló tömeg kísérte utolsó útjára, cigányzeneszóval búcsúztatva a már életében legendává lett filmsztárt.
Halála után özvegye Bécsbe költözött, ahol még 25 évig élt. Az 1984-ben ehunyt Olga asszonyt férje mellé temették.

## A charmeur

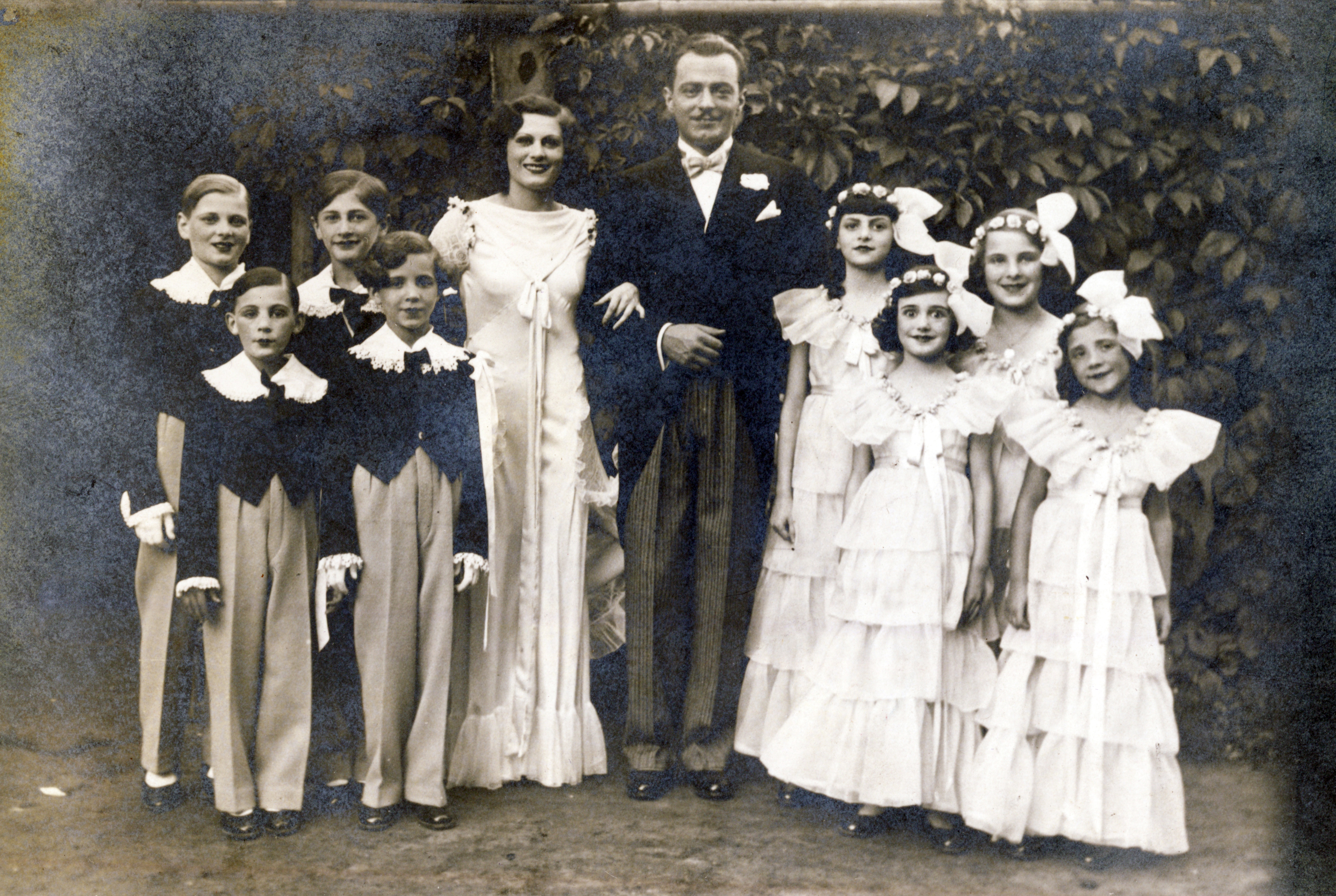
Lakner Bácsi Gyermekszínháza Jávor Pállal

A harmincas-negyvenes évek magyar amorózója ismert volt botrányairól, lovagiasságáról és emberszeretetéről is, amellett híres „cigányozó” volt: bor mellett, cigányzenére mulatozó és nótázó budapesti úr, aki ezzel a szokásával is növelte kultuszát és nimbuszát, a személyét övező rajongást.
„A közönség tökéletes kiszolgálást kapott. Azt kapta, amit akart: ideálképet és vágyteljesülést. Akár grófot, akár mezei gazdát játszott Jávor Pál, a ruhája tökéletes szabású volt, csizmája fényes, autója és bajsza elegáns, ő maga snájdig, a legszebb nőkkel csókolózott, sokat énekelt, és akár búsongva, akár szilajul, mindig példás szakértelemmel cigányozott” – írta róla Lukácsy Sándor a Filmvilág 1987/10. számában.

## Fontosabb szerepei
Horatio (Shakespeare: Hamlet); Essex (Bruckner: Angliai Erzsébet); Ifj. Nagy István (Bródy Sándor: A tanítónő); Bolond (Shakespeare: Vízkereszt, vagy amit akartok); Kukorica Jancsi (Kacsoh Pongrác: János vitéz); Orlando (Shakespeare: Ahogy tetszik); Noszty Feri (Mikszáth Kálmán − Harsányi Zsolt: A Noszty fiú esete Tóth Marival); Mercutio (Shakespeare: Rómeó és Júlia); Peer (Ibsen: Peer Gynt); Rank doktor (Ibsen: Nóra); Petrucchio (Shakespeare: A makrancos hölgy); Liliom (Molnár Ferenc); Széll Kálmán (Földes M.: Örök szerelem).
Jávor Pál műve: Egy színész elmondja (1946).
Több mint 70 filmben játszott, nemcsak itthon, hanem külföldön is. Rengeteg filmdalt, filmslágert énekelt. Vele végződött a magyar némafilmgyártás (Csak egy kislány van a világon, 1929), és vele kezdődött a magyar hangosfilm (Kék bálvány, 1931), sőt a háború után meginduló „új” magyar filmgyártás is (A Tanítónő, 1945).

## Legsikeresebb filmjei
- Fűszer és csemege: 1939-ben készült hangosfilm Csathó Kálmán nagysikerű regényéből, mely rögtön a bemutatója után nézőszámrekordot döntött és újat állított fel. Színpadi változatát előzőleg a Vígszínházban adták.[14]

„Lévai film Bemutató: 1940. január 29. Décsi Filmszínház, Budapest, VI. Teréz krt. 30. A legmodernebb magyar mozi. Írta: Csathó Kálmán Zene és versek: Kemény Egon Rendezte: Ráthonyi Ákos Főszereplők: Somlay Artur, Vizváry Mariska, Szörényi Éva, Jávor Pál, Dénes György, Hidvéghy Valéria, Petheő Attila, Bihary József, Földényi László Operatőr: Vass Károly Díszlet: Kokas Klára”

- A szerelem nem szégyen (1940)
- Egy tál lencse (1941)

Gyakran volt partnere a filmekben Karády Katalin (összesen hét filmben játszottak együtt, a „Karády–Jávor páros” szinte legenda lett), továbbá Szörényi Éva (A Tanítónő, Madách, Halálos tavasz, Igen vagy nem, A Noszty-fiú esete Tóth Marival), de játszott a kor más nagy díváival is, például Muráti Lilivel, Simor Erzsivel, Szeleczky Zitával, Tolnay Klárival, Turay Idával.
Jávor kétségtelenül a háború előtti magyar film talán legjelentősebb alakja. Népszerűségének zenitjén, 1940-ben tizenkét, 1941-ben nyolc, 1942-ben kilenc filmfőszerepet kapott. „Úgyszólván az egész filmipar Jávor Pálnak dolgozott, s Jávor Pál a filmiparnak.” Emlékét ma filmjei őrzik, melyek egyre inkább digitális formában is elérhetők, így az újabb generációk is láthatják, milyen volt a „jávorbajusz”, hogy nézett ki az egykori filmsztár, amorózó és férfiideál, akiért a harmincas-negyvenes, de még az ötvenes években is hevesen dobogtak a női szívek. Egykori filmbéli partnerei közül a Hyppolit Terkája: Fenyvessy Éva, a Halálos tavasz Józsája: Szörényi Éva és a Lángok Évája: Hidvéghy Valéria azonban nemcsak a vonzó külsejű, finom modorú, elegáns és kiváló fellépésű hősszerelmest látták benne. A színpadi és filmes kollégák közül Vay Ilus, Bakó Márta és Bárdy György Jávor Pál irántuk megnyilvánuló pozitív emberi oldalát emelték ki. Vay 2006-ban megjelent könyvében (Miközben bohóckodtam) idézte fel emlékeit a színművészről. A dalszövegíró Szenes Iván Jávornak írta az ötvenes évek második felében – amikor külföldről hazatért – az Egy tisztes őszes halánték című dalt, amely archív felvételeken, retro-műsorokban ma is többször hallható.

## Filmszerepei

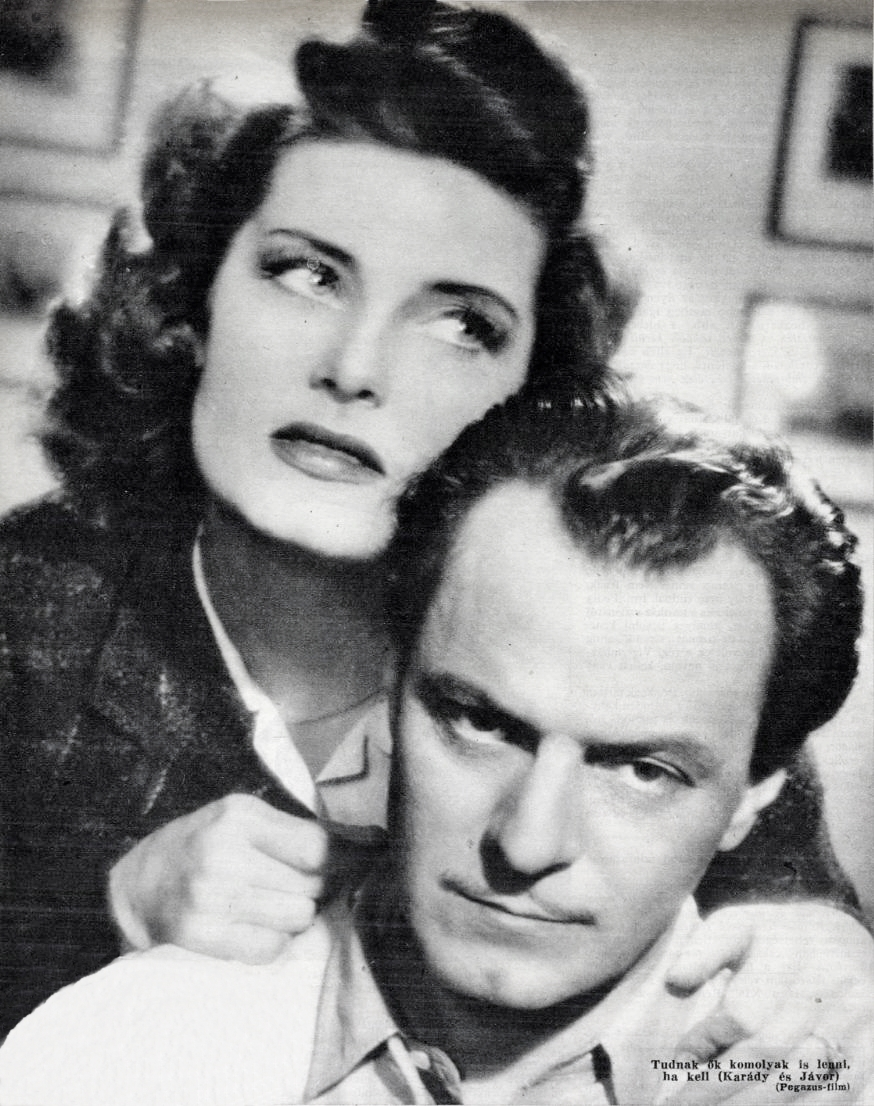
Karády Katalinnal az Egy tál lencse című filmben

- Csak egy kislány van a világon (1929) – Bánáth György, földbirtokos
- A kék bálvány (1931) – báró Lóránt György
- Hyppolit, a lakáj (1931) – Benedek István
- Iza néni (1933) – Bodó Bálint, erdész
- A bor (1933) – Baracs Imre
- Rákóczi induló (1933) – Tarján Sándor, főhadnagy
- Ida regénye (1934) – Balogh János
- Emmy (1934) – Korponay László
- Az iglói diákok (1934) – Petky Pali
- Köszönöm, hogy elgázolt (1935) – dr. Balázs Sándor
- A csúnya lány (1935) – dr. Halmi Tibor, ügyvéd
- Elnökkisasszony (1935) – Török István, mérnök
- Nem élhetek muzsikaszó nélkül (1935) – Balázs
- Az új földesúr (1935) – Garamvölgyi Aladár
- Havi 200 fix (1936) – Kórody Gábor, mérnök
- Nászút féláron (1936) – Kerekes Pál, gépészmérnök
- Mária nővér (1936) – Ladányi Mihály, földbirtokos
- Fizessen, nagysád! (1937) – Szilágyi Péter
- A torockói menyasszony (1937) – Bárány András
- A férfi mind őrült (1937) – Sóváry Gábor, festő
- Viki (1937) – Feri
- Pusztai szél (1937) – Bors István, pandúrőrmester
- A 111-es (1937) – báró Vajk Sándor
- Két fogoly (1937) – Takács Péter
- Maga lesz a férjem (1937) – dr. Dobokay Gábor, ügyvéd
- Marika (1937) – Orbán Sándor, író
- A Noszty-fiú esete Tóth Marival (1938) – Noszty Feri
- Fekete gyémántok (1938) – Berend Iván
- Uz Bence (1938) – Uz Bence
- A varieté csillagai (1938) – Jack Carey
- Toprini nász (1939) – Mányay Imre, főhadnagy
- A tökéletes férfi (1939) – Bardó Gábor, földbirtokos
- Halálos tavasz (1939) – dr. Egry Iván
- Fűszer és csemege (1939) – Mácsik Márton
- Jöjjön elsején! (1940) – Virágh Péter
- Gül Baba (1940) – Gábor diák
- Erzsébet királyné (1940) – báró Neszmély Kálmán
- Dankó Pista (1940) – Dankó Pista
- Igen vagy nem? (1940) – ifj. Péteri János, mérnök
- Sok hűhó Emmiért! (1940) – Málnássy Gábor
- Egy csók és más semmi (1940) – dr. Albert Sándor, ügyvéd
- Tóparti látomás (1940) – Koltay Iván, festőművész
- A szerelem nem szégyen (1940) – gróf Kátay Kázmér
- Lángok (1940) – Mátrai Péter, zongoraművész
- Balkezes angyal (1941) – Palotay Miklós
- Ma, tegnap, holnap (1941) – Bende László, gyárigazgató
- Néma kolostor (1941) – gróf Vághelyi Gusztáv
- Egy tál lencse (1941) – Rudasi Sándor, intéző
- A beszélő köntös (1941) – ifj. Lestyák Mihály
- Három csengő (1941) – Miklós
- Lelki klinika (1941) – Gáthy Zoltán újságíró, „Emma néni”
- Életre ítéltek! (1941) – Keresztessy Péter, mérnök
- Az utolsó dal (1942) – Fehér János, énekes
- Egy asszony visszanéz (1941) – Miklós, színész
- Az 5-ös számú őrház (1942) – András
- Estélyi ruha kötelező (1942) – Victor Norton
- Pista tekintetes úr (1942) – Baracs Pista
- A láp virága (1942) – Pálfalvy Miklós
- Ópiumkeringő (1942) – Borovszky Iván, kritikus
- Késő… (1943) – Tamássy Péter, sebész főorvos
- Makrancos hölgy (1943) – Jambor Pál
- Kerek Ferkó (1943) – Kerekházy Ferenc (Kerek Ferkó)
- Valamit visz a víz (1943) – János, a halász
- Szováthy Éva (1943) – Dóczy Lénárd
- Egy gép nem tért vissza (1944) – Gábor főhadnagy
- A tanítónő (1945) – ifj. Nagy István
- Fehér vonat (1947) – Gábor
- Madách: Egy ember tragédiája (1947) – Horusitzky Béla
- A nagy Caruso (1951) – Antonio Scotti
- Iron Man (1951) – Pete Kosco / O’Keefe
- Assignment - Paris (1952) – Laslo Boros

## Kötete
- Egy színész elmondja... (1944–45). Magyar Írás, Bp., 1946
- Egy színész elmondja... Akadémiai, Bp., 1987, 1989 (az Egyéniség és alkotás sorozatban megjelent bővített kiadás)

## Kötetek róla
- Bános Tibor: Jávor Pál. Gondolat, Bp., 1978 (Szemtől szemben sorozat)
- Sárossy Szüle Mihály: Miszter Jávor / Az amerikai magyar színház története. Magánkiadás, New York, 1982
- Nemlaha György: Jávor Pál. MANAGERPRESS, Bp., 1992 (SZTÁR Nosztalgia Sorozat)
- Nemlaha György: Az álomlovag. Jávor Pál élete – képekben és dokumentumokban. General Trade Kft.
- Pierre Vajda: Ripityom – Jávor Pál, aki kétszer halt meg. Athenaeum, Bp., 2018

## Hanglemezeken mint közreműködő
- Köszönöm, hogy imádott – Az első magyar hangosfilmek dalai (Qualiton LPX 16 628)
- Magyar filmek dalai II. (Qualiton LPM 16 643)
- Május éjszakán… – Jávor Pál filmdalai (CD)

## Archív felvételeken
- A Jávor (1987, 106’)
- Ne kérdezd, ki voltam... (tv-film, 1990, 60’)
- Muzsikál a mozi: Filmdalok (1995, 41’)
- Muzsikál a mozi: Férficsillagok (1995, 30’)
- Muzsikál a mozi: Jávor Pál dalai (tv-film, 1995)
- Muzsikál a mozi: Zenés filmek (1995, 28’)

## Emlékezete

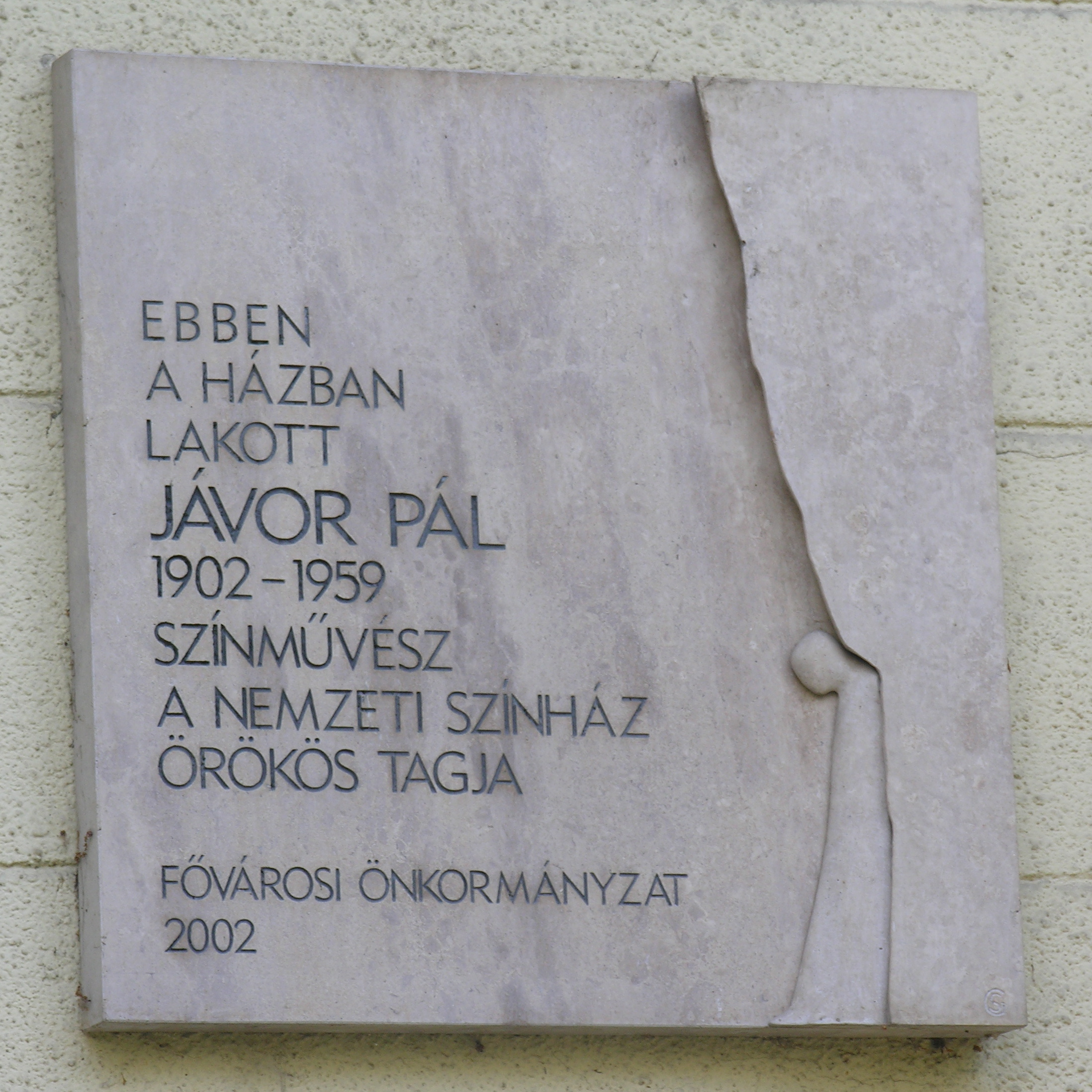
Jávor Pál emléktáblája egykori lakhelyén, a Pasaréti út 8. szám alatt

- Jávor Pál a címe a Kiscsillag zenekar egyik számának.